# Tolna
Tolna là một thành phố thuộc hạt Tolna, Hungary. Thành phố này có diện tích 71,08 km², dân số năm 2010 là 11518 người, mật độ 162 người/km².